# Зовсім не бабій
«Зовсім не бабій» (англ. Cedar Rapids) — комедійний фільм 2011 року.

## Сюжет
Після того, як його колега помирає від асфіксії під час акту самозадоволення, наївний провінціал з глушини займає його місце в райцентрі, втрачаючи голову від спокус «великого міста», поступово виходячи з раковини і розкриваючи махінацію з відмивання грошей за участю свого наймача.

## У ролях
| Актор                 | Персонаж       |
| --------------------- | -------------- |
| Ед Гелмс              | Тім Ліпп       |
| Джон Рейлі            | Дін Зіглер     |
| Енн Гейч              | Джоан Фокс     |
| Ісайя Вітлок молодший | Рональд Вілкс  |
| Стівен Рут            | Білл Крогстад  |
| Кертвуд Сміт          | Орін Гелгессон |
| Аліа Шокат            | Брі            |
| Роб Кордрі            | Гарі           |
| Сігурні Вівер         | Мейсі          |